# Albert Goodheir
Albert Goodheir (26 juin 1912 - 27 décembre 1995) est un espérantiste britannique d’origine néerlandaise.

## Biographie
Albert Goodheir nait le 26 juin 1912 sous le nom d’Albertus Johanness Goedheer à Utrecht. Son père, Carel Arjen Goedheer, traille dans le ferroviaire et sa mère, Frankje Tuininga, est enseignante. Il a un frère et une sœur. Il étudie à l’université d’Utrecht, obtient un diplôme d’enseignant et devient docteur en 1938 grâce à une thèse sur la bataille de la Boyne. Entre 1938 et 1945, il travaille comme conservateur à la bibliothèque de l’université de Leyde et comme enseignant. Il écrit quelques études scientifiques. Pendant la Seconde Guerre mondiale, il aide la résistance en aidant les juifs et les cachant dans sa maison. Après la guerre, il déménage au Royaume-Uni et obtient un diplôme de philosophie à l’université de Londres. Il étudie la théologie au collège missionnaire de Birmingham et au Trinity College de Glasgow (en). Il devient pasteur de l’église écossaise. Il officie pendant dix ans sur l’île Tiree, puis encore dix ans dans le village de Tayvallich (en).